# Glutamato sintasa (ferredoxina)
La glutamato sintasa (ferredoxina) (EC 1.4.7.1) es una enzima que cataliza la siguiente reacción química:
Por lo tanto los dos sustratos de esta clase de enzimas son glutamato y ferredoxina oxidada; mientras que sus tres productos son 2-oxoglutarato, ferredoxina reducida y iones hidrógeno.

## Clasificación
Esta enzima pertenece a la familia de las oxidorreductasas, específicamente a aquellas oxidorreductasas que actúan sobre grupos CH-NH
2 utilizándolos como dadores de electrones con una sulfoferroproteína como aceptor.

## Nomenclatura
El nombre sistemático para esta clase de enzimas es L-glutamato:ferredoxina oxidorreductasa (transaminadora). Otros nombres de uso común son glutamato sintasa dependiente de ferredoxina, ferredoxina-glutamato sintasa, glutamato sintasa (dependiente de ferredoxina); y ferredoxina-glutamina oxoglutarato aminotransferasa (Fd-GOGAT).

## Tipos de GOGAT
En las plantas superiores existen dos formas de GOGAT, una dependiente de ferredoxina (Fd-GOGAT) y otra dependiente de
NADH (NADH-GOGAT) como donadores de electrones. La Fd-GOGAT es una proteína monomérica con una masa
molecular de entre 150 y 180 kDa, según la especie. El análisis de la secuencia de aminoácidos de la proteína revela la existencia de una región de unión de FMN, lo que sugiere que podría tratarse de una flavoproteína. La Fd-GOGAT es la isoforma más abundante en los tejidos verdes, y se localiza en los cloroplastos. Allí, en colaboración con la GS cloroplástica, participa en la asimilación primaria del amonio y en la reasimilación del amonio fotorrespirado. La luz, a través del fitocromo, es la principal señal que induce la síntesis de la Fd-GOGAT en las hojas. Como ocurre con otras enzimas de la asimilación del nitrógeno (NR, NiR y GS2), la sacarosa induce la actividad Fd-GOGAT en la oscuridad. La enzima también aumenta como respuesta al nitrato y al amonio. La NADH-GOGAT es un monómero con una masa molecular de, aproximadamente, 200 kDa, que también posee un sitio de unión a FMN. En las hojas, los niveles de NADH-GOGAT son considerablemente inferiores a los de Fd-GOGAT. En cambio, es la isoforma más abundante en los tejidos no fotosintéticos, tales como raíces, nódulos o los tejidos etiolados. En la raíz participa en la asimilación primaria del nitrógeno. La NADH-GOGAT de los nódulos de las leguminosas desempeña un papel importante en la asimilación del amonio producido por la nitrogenasa, como se infiere del hecho de que su síntesis se incrementa durante el desarrollo del nódulo de forma paralela a la síntesis de nitrogenasa, leghemoglobina y GS nodular.